# Ґрабце-Товажиство
Ґрабце-Товажиство (пол. Grabce-Towarzystwo) — село в Польщі, у гміні Мщонув Жирардовського повіту Мазовецького воєводства.
Населення — 56 осіб (2011).
У 1975-1998 роках село належало до Скерневицького воєводства.

## Демографія
Демографічна структура станом на 31 березня 2011 року:
|          | Загалом | Допрацездатний вік | Працездатний вік | Постпрацездатний вік |
| -------- | ------- | ------------------ | ---------------- | -------------------- |
| Чоловіки | 27      | 6                  | 18               | 3                    |
| Жінки    | 29      | 6                  | 15               | 8                    |
| Разом    | 56      | 12                 | 33               | 11                   |